# Piotr Kuncewicz
Piotr Kuncewicz (* 19. März 1936 in Warschau; † 9. April 2007 ebenda) war ein polnischer Schriftsteller und Literaturkritiker.
Kuncewicz war Vorsitzender des Schriftstellerverbandes Związek Literatów Polskich (ZLP) und Großmeister des freimaurerischen Großorients von Polen. Er schrieb Romane und Essays über Literatur, Esoterik sowie Europa. Politisch links orientiert, publizierte er unter anderem in der Tageszeitung Trybuna.

## Werke
- Samotni wobec historii, 1967
- Antyk zmęczonej Europy, 1982, 1988
- Grochowiak, 1976
- Cień ręki, 1977
- W poszukiwaniu codzienności, 1979
- Szumy, 1976
- Dęby kapitolińskie, 1970, 1973
- Zamieć, 1972
- Agonia i nadzieja: T. I. Literatura od 1919 (1993), T. II. Literatura od 1939 (1993), T. III. Poezja polska od 1956, część 1 i 2 (1994)
- Goj patrzy na Żyda, 2000
- Legenda Europy, 2005

| Personendaten    | Personendaten                                   |
| ---------------- | ----------------------------------------------- |
| NAME             | Kuncewicz, Piotr                                |
| KURZBESCHREIBUNG | polnischer Schriftsteller und Literaturkritiker |
| GEBURTSDATUM     | 19. März 1936                                   |
| GEBURTSORT       | Warschau                                        |
| STERBEDATUM      | 9. April 2007                                   |
| STERBEORT        | Warschau                                        |